# Forlovet med sin Kone
Forlovet med sin Kone er en amerikansk stumfilm fra 1918 af Henry King.

## Medvirkende
- William Russell som Richard Chester
- Winifred Westover som Nora Ellis
- J. Morris Foster som Everard Peck
- Hayward Mack som Charles Renalls